# Рене Вандерейкен
Рене Вандерейкен (нід. René Vandereycken, нар. 22 липня 1953, Гасселт) — колишній бельгійський футболіст, що грав на позиції півзахисника. Відомий, зокрема, виступами за «Андерлехт», «Брюгге», а також національну збірну Бельгії. Надалі — тренер.

## Ігрова кар'єра
Рене Вандерейкен вихованець футбольної школи «Спалбека» з його рідного міста. Кар'єру розпочав у клубі «Гасселт». У 1974 році він став гравцем «Брюгге», з яким став чотириразовим чемпіоном Бельгії, а також фіналістом Кубка УЄФА та Кубка європейських чемпіонів. У 1981 році Вандерейкен перейшов до італійського «Дженоа», де не дуже вдало провів 2 сезони.
У 1983 Рене повернувся до Бельгії на цей раз в «Андерлехт», з яким йому вдалося двічі стати чемпіоном країни, а також дійти до фіналу Кубка УЄФА в сезоні 1983–84, де бельгійці лише в серії післяматчевих пенальті поступились англійському «Тоттенгему».
З 1986 по 1987 рік Рене Вандерейкен грав за берлінський «Блау-Вайс». Завершив клубну кар'єру півзахисник в «Генті» у 1989 році.
У період з 1975 по 1986 рік Вандерейкен провів 50 ігор за збірну, в яких забив 3 м'ячі. У 1980 році збірна Бельгії дійшла до фіналу Євро-80, де поступилася команді ФРН з рахунком 1-2, попри те, що Вандерейкен забив пенальті, зрівнявши рахунок.

## Кар'єра тренера
Після завершення кар'єри гравця у 1989 році Рене Вандерейкен став тренером «Гент», з яким став бронзовим призером чемпіонату 1990-91 та отримав звання тренера року в Бельгії. У наступному сезоні команда під його керівництвом дійшла до стадії 1/4 фіналу Кубка УЄФА, де поступилася майбутньому володарю кубка «Аяксу» із загальним рахунком 0-3.
Після «Гента» Вандерейкен тренував такі непересічні команди як «Стандард», «Андерлехт», німецький «Майнц», голландський «Твенте» та «Генк».
У грудні 2005 року Рене було призначено головним тренером збірної Бельгії. Після багатообіцяючих результатів у серії товариських матчів команда стартувала нульовою нічиєю проти збірної Казахстану, яка ознаменувала початок невдалої кампанії. Омолодження складу команди не принесло бажаних результатів. Та попри провалений відбір до Євро-2008 Рене залишається на посаді.
З посади головного тренера збірної Рене було звільнено 7 квітня 2009 року після другої поразки збірній Боснії та Герцеговини, яка виключила бельгійців з боротьби за вихід на Чемпіонат світу 2010.

## Титули та досягнення
«Брюгге»
- Чемпіонат Бельгії
  - Чемпіон (4): 1975-76, 1976-77, 1977-78, 1979-80
- Кубок Бельгії
  - Володар (1): 1976-77
  - Фіналіст (1): 1978-79
- Суперкубок Бельгії
  - Володар (1): 1980
- Кубок європейських чемпіонів
  - Фіналіст (1): 1977-78
- Кубок УЄФА
  - Фіналіст (1): 1975-76

 «Андерлехт»
- Чемпіонат Бельгії
  - Чемпіон (2): 1984-85, 1985-86
  - Срібний призер (1): 1983-84
- Суперкубок Бельгії
  - Володар (1): 1985
- Кубок УЄФА
  - Фіналіст (1): 1983-84

 Збірна Бельгії
- Чемпіонат Європи
  - Фіналіст (1): 1980